# Шелкопряд (роман)
«Шелкопря́д» (англ. The Silkworm) — детективный криминальный роман 2014 года британской писательницы Джоан Роулинг, опубликованный под псевдонимом Роберт Гэлбрейт. Это вторая книга серии о частном детективе Корморане Страйке. Является сиквелом романа «Зов кукушки» 2013 года.

## Происхождение названия
Название романа взято от латинского наименования тутовый шелкопряд (лат. Bombyx mori), бабочки, чей зародыш варится внутри кокона, чтобы сохранить шелковые нити для последующего извлечения. В романе «Бомбикс Мори» называется рукопись, написанная исчезнувшим писателем Оуэном Куайном.

## Сюжет
К детективу Страйку обращается Леонора Куайн с просьбой отыскать её неверного мужа, второсортного писателя Оуэна Куайна, который бесследно исчез. Страйк обнаруживает, что пропажа мужа связана с его последним романом «Бомбикс Мори», в котором писатель выставил своих давних влиятельных знакомых под ложным именами в крайне невыгодном свете.

## Персонажи
- Корморан Страйк — ветеран войны в Афганистане, который был демобилизован после потери ноги в результате взрыва бомбы. Он стал знаменит благодаря громкому расследованию дела о смерти супермодели в первой книге серии.
- Робин Эллакотт — ассистентка и секретарь Страйка, которая давно увлекается миром уголовных расследований. Принимая участие в расследованиях Страйка, Робин надеется на то, что Страйк начнет считать её коллегой и возьмет на обучение.
- Оуэн Куайн — известный писатель. Неожиданно пропал после скандала со своим литературным агентом Элизабет Тассел из-за намерения издать последний и главный труд своей жизни — роман «Бомбикс Мори», в котором изобразил многих людей из своего окружения в довольно эксцентричных образах.
- Леонора Куайн — жена Оуэна Куайана, которая наняла Корморана Страйка расследовать дело о пропаже супруга и найти его.
- Кэтрин Кент — любовница Оуэна, с которой он познакомился на литературных курсах, которые сам же и вел. Начинающая писательница, которая надеется на издание своих книг в жанре «эротического фэнтези».
- Пиппа Миджли — лучшая подруга Кэтрин Кент. Транссексуалка. До начала изменения пола была известна под именем Филлипп.
- Элизабет Тассел — литературный агент Куайна. Одинокая женщина, которая провела всю свою жизнь в литературных кругах, но так и не добившаяся успеха в качестве писателя.
- Джерри Уолдегрейв — редактор Куйана. Пожилой и довольно рассеянный, в то же время, очень доверчивый и внушаемый человек.
- Майкл Фэнкорт — довольно знаменитый автор. Бывший лучший друг Оуэна Куайна. Дружеские отношения с Куайном закончились после того, как Фэнкорт обвинил Куайна в авторстве смехотворной заметки, из-за которой миссис Фэнкорт покончила жизнь самоубийством.
- Дэниел Чард — владелец издательства «Роуперд энд Чард». Всячески пытался помешать изданию «Бомбикс Мори», так как узнал себя в одном из самых омерзительных персонажей.
- Ричард Энстис — офицер Скотланд-Ярда, бывший сослуживец Корморана Страйка в Афганистане. Был спасен Страйком от взрыва в грузовике.
- Мэттью Канлифф — жених Робин Эллакотт. Часто ссорится со своей невестой из-за того, что та слишком увлеченно относится к своей работе на Страйка.
- Орландо Куайн — дочь Оуэна. Страдает аутизмом (замедленным развитием) и в свои 24 года ведет себя как 6-летний ребёнок. Всюду носит с собой рюкзак в виде плюшевой обезьянки по имени Чики.
- Люси Страйк — единоутробная (по матери) сестра Корморана Страйка. Постоянно пытается познакомить его со своими подругами в надежде на то, что он наконец-то начнет налаживать свою личную жизнь.
- Александр «Ал» Рокби — единокровный (по отцу) брат Корморана Страйка. Сын известного рок-певца Джонни Рокби. Светская личность и всегда готов помочь Корморану путём привлечения своих знакомых.
- Нина Ласселс — сотрудница издательства «Роуперд энд Чард». На короткий период заводит отношения с Кормораном Страйком.
- Джо Норт — писатель, бывший лучший друг Оуэна Куайна и Майкла Фэнкорта. Скончался от ВИЧ-инфекции. После своей смерти оставил Оуэну и Майклу в наследство свой дом на Тэлгарт-Роуд, который стал одной из причин разрыва из дружеских отношений.
- Кристиан Фишер  — владелец издательства «Кроссфайр», которое раньше печатало книги Оуэна Куайна. Знакомый Куайна.
- Доминик Калпеппер — журналист, который нанимает Страйка для того, чтобы раздобыть компромат на влиятельных лиц Лондона и Великобритании, чтобы потом разоблачать их в своих статьях.
- Шарлотта Росс — бывшая невеста Корморана. Вспыльчивая натура, которая готова на многое, лишь бы быть в центре внимания.

Вэл Макдермид, The Guardian, в целом положительно оценила книгу, однако удостоила критике описания различных мест в Лондоне, которые (описания) она посчитала излишне подробными.